# Guérard
Guerárd ist eine französische Gemeinde mit 2669 Einwohnern (Stand 1. Januar 2022) im Département Seine-et-Marne in der Region Île-de-France in der Nähe von Paris. Der Ort liegt im Arrondissement von Meaux und im Kanton Fontenay-Trésigny.

## Geschichte
Guérard wurde erstmals im 11. Jahrhundert als „Wairar“ erwähnt. Dies leitet sich her von „Vadum Erardi“, das heißt „Furt des Evrard“. Der Überlieferung zufolge soll der betreffende Evrard ein Wächter der örtlichen Furt über den Fluss Grand Morin gewesen sein. Bereits 1045 wurde die Pfarrstelle eingerichtet.
Die in Resten erhaltene Befestigung des Ortes stammt aus dem 16. Jahrhundert. Die Hauptkirche Saint-Georges geht auf das 13. Jahrhundert zurück, wurde jedoch im 16. Jahrhundert sowie im Jahr 1852 umgebaut.
Das Château de Rouilly-le-Bas entstammt dem 18. und 19. Jahrhundert. Sehenswert sind auch zwei alte Wassermühlen.

## Gemeindepartnerschaften

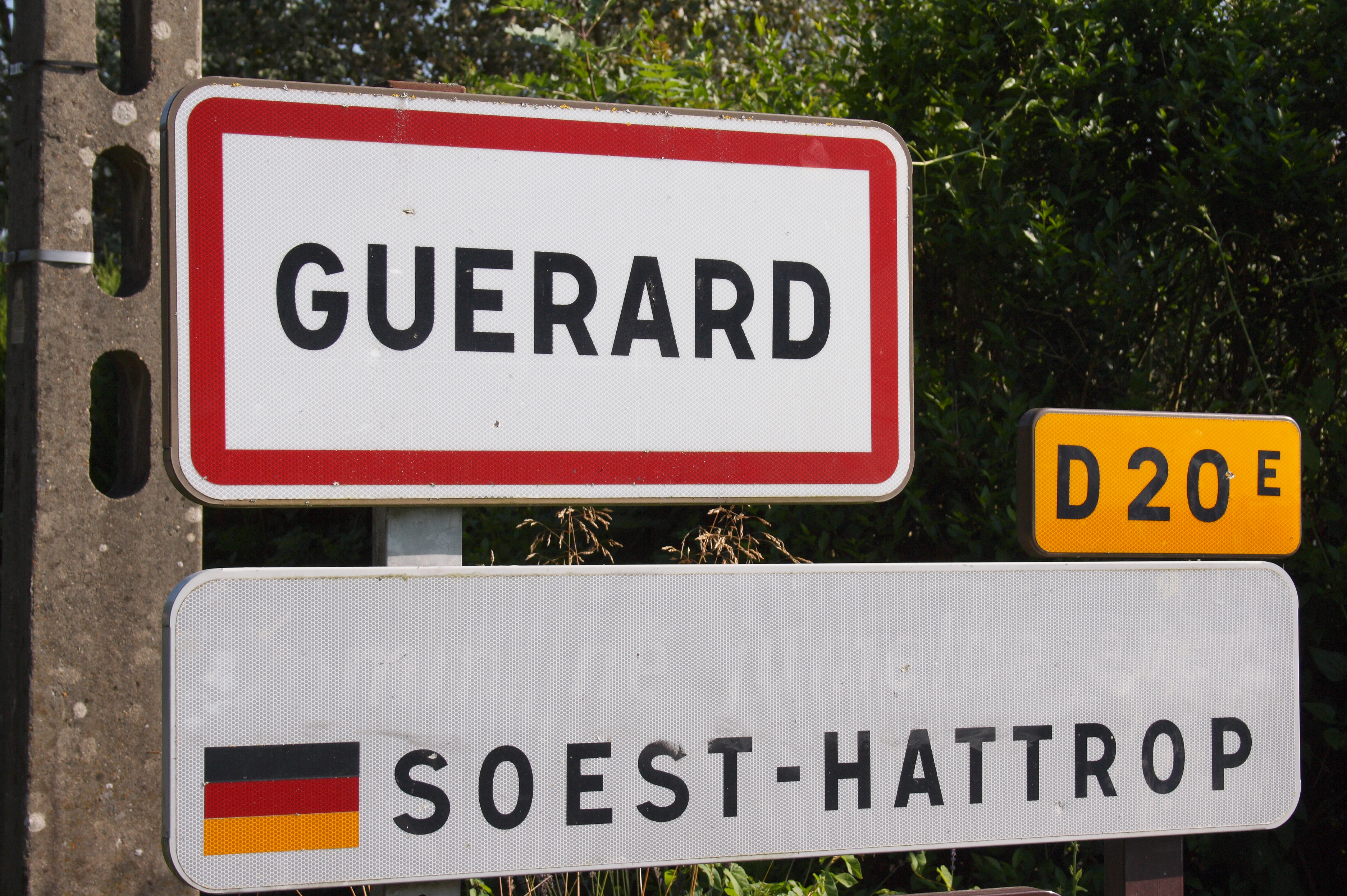
Ortsschild

Guérard unterhält eine Partnerschaft mit der westfälischen Stadt Soest. Der Umstand, dass eine relativ kleine Gemeinde wie Guérard eine Partnerschaft mit der Stadt Soest unterhält, begründet sich durch persönliche Kontakte und die nordrhein-westfälische Gemeindegebietsreform von 1969: 
Im Jahr 1967 unterzeichneten die Bürgermeister der Gemeinde Guérard und der damals noch selbständigen Gemeinde Hattrop in der französischen Gemeinde ein Freundschafts-Protokoll. Schon seit der Zeit kurz nach dem Zweiten Weltkrieg bestanden Kontakte auf persönlicher Ebene, denn der Hattroper Fritz Coers hatte in seiner Kriegsgefangenschaft Pierre Fanton, den Sohn eines französischen Landwirts aus Guérard, bei dem Coers arbeitete, kennengelernt. Seit der kommunalen Neugliederung von 1969 ist Hattrop ein Ortsteil von Soest, die Partnerschaft ging so auf die Stadt mit über.